# Скипп, Оливер
О́ливер Уи́льям Скипп (англ. Oliver William Skipp; родился 16 сентября 2000, Уэлин-Гарден-Сити) — английский футболист, полузащитник клуба «Лестер Сити».

## Клубная карьера
Воспитанник футбольной академии «Тоттенхэм Хотспур». 29 августа 2018 года подписал трёхлетний контракт с клубом. В основном составе «шпор» дебютировал 31 октября 2018 года в матче Кубка лиги против «Вест Хэм Юнайтед», выйдя на замену Кристиану Эриксену. 5 декабря 2018 года дебютировал в Премьер-лиге в матче против «Саутгемптона», выйдя на замену Кирану Триппьеру и стал вторым самым молодым игроком «Тоттенхэма» в Премьер-лиге после Гарета Бейла (Скипп дебютировал в возрасте 18 лет и 79 дней, а Бейл в возрасте 18 лет и 40 дней). 15 декабря 2018 года впервые вышел в стартовом составе «Тоттенхэма» в матче Премьер-лиги против «Бернли». В январе 2019 года, Скипп впервые отметился голевым действием в футболке «Тоттенхэма», отдав две голевые передачи в победном матче Кубка Англии против «Транмир Роверс» со счётом 7–0. 17 июля 2020 года Оливер подписал новый трёхлетний, с опцией продления на четвёртый, контракт с «Тоттенхэмом».
17 августа 2020 года был арендован клубом «Норвич Сити» до конца сезона 2020/21. Он забил свой первый гол в карьере в матче «канареек» против «Бирмингем Сити» 23 февраля 2021 года.

## Карьера в сборной
Выступал за сборные Англии до 16, до 17, до 18 лет и до 21 года.

## Статистика выступлений
| Клуб              | Сезон            | Лига             | Лига | Лига | Кубок страны | Кубок страны | Кубок лиги | Кубок лиги | Еврокубки | Еврокубки | Итого | Итого |
| Клуб              | Сезон            | Дивизион         | Игры | Голы | Игры         | Голы         | Игры       | Голы       | Игры      | Голы      | Игры  | Голы  |
| ----------------- | ---------------- | ---------------- | ---- | ---- | ------------ | ------------ | ---------- | ---------- | --------- | --------- | ----- | ----- |
| Тоттенхэм Хотспур | 2018/19          | Премьер-лига     | 3    | 0    | 0            | 0            | 1          | 0          | 0         | 0         | 4     | 0     |
| Всего за карьеру  | Всего за карьеру | Всего за карьеру | 3    | 0    | 0            | 0            | 1          | 0          | 0         | 0         | 4     | 0     |

## Достижения

### «Тоттенхэм Хотспур»
- Финалист Лиги чемпионов: 2018/2019

### «Норвич Сити»
- Победитель Чемпионшипа: 2020/21